# إرث الفروع
إرث الفروع الفروع في فقه المواريث هم: الأولاد المنتسبون إلى الشخص بكونهم مولودون له مباشرة أو بواسطة. والفرع الوارث هو: «الولد المباشر» ابنا أو بنتا، وابن الابن، وإن سفل بمحض الذكور.

## ميراث الفروع
الفرع في اللغة: ما يبنى عليه غيره. وفي فقه المواريث هم: أولاد الشخص المنتسبون إليه باعتبار أنهم مولودون له مباشرة أو بواسطة. والفرع الوارث هم:
1. الولد المباشر؛ ويشمل: «الأبناء والبنات»
2. الولد الذي يدلي إلى الميت بواسطة فرع وارث ذكر، ويشمل:
  1. أبناء الابن وإن سفل.
  2. بنات الابن وإن سفل.

وأما أبناء وبنات البنت؛ فهم فرع غير وارث، لأن نسبهم يتصل بآبائهم لا بأمهاتهم.

## إرث الفرع المباشر
الفرع المباشر ويسمى: «الولد المباشر» هو الذي يدلي إلى الميت بنفسه، سواء كان الميت أبا، أو أما. والفرع المباشر هو «الولد» سواء كان ابنا، أو بنتا. فيرث كل منهما، ولا يسقطان بحال.
- الابن يقصد به الولد المباشر واحدا أو أكثر. ويرث بالتعصيب دائما، فيأخذ جميع المال إذا انفرد، والباقي بعد أصحاب الفروض.
- البنت يقصد بها: جنس والولد الأنثى، واحدة أو أكثر
  - ترث النصف إذا انفردت ولم يكن لها معصب
  - ترث البنتان فأكثر فرض الثلثين عند عدم وجود معصب. والمقصود بالمعصب: العاصب بالنفس، وهو: «الابن»

## إرث الفرع غير المباشر
الفرع غير المباشر يقصد به: «ولد الولد» وإن سفل. وهو إما؛ أن يكون وارثا، أو غير وارث.
1. الفرع غير الوارث وهو: الذي يدلي إلى الميت بواسطة فرع أنثى، مثل: ابن البنت، وبنت البنت. ويشمل: كل أولاد البنات. ويعدون من ذوي الأرحام.
2. الفرع الوارث وهو: الذي يدلي إلى الميت بواسطة فرع وارث ذكر. ويشمل: كل أولاد الأبن وأولاد ابن الابن. ويسمى: «فرعا وارثا» باعتبار أنه معدود من الورثة، وهذا لا يعني أنه يرث في كل الأحوال، بل يرث عند عدم وجود فرع وارث أسبق منه درجة، بناء على قاعدة هي: «كل من أدلى بواسطة حجبته تلك الواسطة» إلا ما شذ عن هذه القاعدة. فابن الابن يدلي بواسطة أبيه، وبنت الابن تدلي للميت أيضا بواسطة أبيها، فكل منها يرث لكونه أدلى بواسطة أبيه، لكن لا يرثان مع وجود أبيهما، بل يحجبهما إن وجد، ولا يرثان إلا عند عدم وجوده.

### أولاد الأبناء
أولاد الأبناء الوارثون هم:
1. ابن الابن وإن سفل، ويشمل: ابن الابن، وابن ابن الابن، وهكذا. سواء كان واحدا، أو أكثر، ويرث صاحب الدرجة القريبة عند عدم وجود الأقرب منه درجة. ويعد أبناء الابن من العصبات، وليس لهم من أحوال الإرث إلا حالة واحدة، هي: الإرث بالتعصيب كما أنهم يعصبون أخواتهم.
2. بنت الابن وإن سفل، ويشمل: بنت الابن، وبنت ابن الابن، وبنت ابن ابن الابن، وهكذا.

## أحوال إرث بنت الابن
ترث بنت الابن تارة بالفرض وتارة بالتعصيب، بخلاف ابن الابن فلا يرث إلا بالتعصيب فقط. فأحوال ميراث بنت الابن هي:
- الإرث بالتعصيب، سواء كانت بنت ابن واحدة أو أكثر؛ إذا وجد معها ابن الابن فيرثان معا بالتعصيب، إن لم يوجد من يحجبهما.
- الإرث بالفرض، في أحوال هي:

1. ترث فرض النصف بثلاثة شروط هي:
  1. عدم المماثل بمعنى: أن تكون بنت ابن واحدة لا أكثر.
  2. عدم المعصب، فلو وجد معها من يعصبها؛ ورثت معه بالتعصيب، لا بالفرض.
  3. عدم الفرع الوارث، أي: الأبناء والبنات.
2. ترث فرض الثلثين بثلاثة شروط هي:
  1. وجود المماثل، أي: بنت ابن مثلها.
  2. عدم المعصب.
  3. عدم الفرع الوارث.
3. ترث فرض السدس، مع البنت الواحدة إذا كانت صاحبة فرض. مثل: بنت وبنت ابن وعم؛ للبنت النصف، ولبنت الابن السدس، وللعم الباقي. أما إذا لم تكن البنت صاحبة فرض، وهو عندما يعصبها الابن مثل: ابن وبنت وبنت ابن؛ فلا ترث بنت الابن في هذه الحالة.

## درجات إرث الفروع
تقوم درجات إرث الفروع على أساس النسب، الذي هو أهم أسباب الإرث والمقصود به هو: نسبة البنوة، التي يكون بسببها المنسوب فرعا وارثا، فالإبن والبنت ينسب كل منهما إلى أبيه وأجداده، لكن فرع الابن وارث وفرع البنت غير وارث، لانفصال النسب الذي هو سبب الإرث، بمعنى أن أولاد الأبناء ينسبون إلى أبيهم، أما أولاد البنت؛ فلا ينسبون إلى أمهم، بل إلى
أبيهم الذي يرثونه. وأولى الدرجات في الإرث بالبنوة هي: درجة الولد المباشر، وهم الأبناء والبنات، لأنهم يدلون للميت بأنفسهم، ولا يحجبون في سائر الأحوال. ويليها درجة أولاد الابن، ثم أولاد ابن الابن، وهكذا.

### جدول درجات الفرع الوارث
| درجات الأبناء     | درجات البنات      |
| ----------------- | ----------------- |
| الابن             | البنت             |
| ابن الابن         | بنت الابن         |
| ابن ابن الابن     | بنت ابن الابن     |
| ابن ابن ابن الابن | بنت ابن ابن الابن |
| ابن ا...وهكذا     | بنت ا...وهكذا     |